# Георги Николов (оператор)
Вижте пояснителната страница за други личности с името Георги Николов.
Георги Генчев Николов е български кинооператор.

## Биография
Роден на 7 януари 1950 г. в Симеоновград. Завършва операторско майсторство във ВИТИЗ „Кръстьо Сарафов" през 1978 година.

## Филмография
Като оператор
- Приключено по давност (2009)
- Приключенията на един Арлекин (4-сер. тв, 2007)
- Когато Ницше плачеше (2007)
- Северната страна на слънчогледа (2006)
- Пътуване към Йерусалим (2003)
- Големите игри (1999)
- След края на света (1998)
- Le cahier noir de Zinaïda Gyppius (1997)
- Любовни сънища (1994)
- Бай Ганьо (4-сер. тв, 1991) (заедно с Яцек Тодоров (на I, II и IV серия)
- Бай Ганьо тръгва из Европа (1991) (заедно с Яцек Тодоров)
- Portrait of a Man of Power (1991)
- 1952: Иван и Александра (1989)
- Пантеонът (1988)
- 19 метра вятър (1986)
- Тетевенска 24 (1984)
- Елегия (1982)
- Непълнолетие (тв, 1981)
- Пътешествие (1980)
- Почти любовна история (1980)

Като актьор
- Човек на паважа (1987)
- Авантаж (1977) – Стажант
- Късче небе за трима (1965) – Господин Ганчев